# Општина Свети Андраж в Словенских Горицах
Општина Свети Андраж в Словенских Горицах (словен. Sveti Andraž v Slovenskih goricah) је једна од општина Подравске регије у држави Словенији. Седиште општине је насеље Витомарци.

## Природне одлике
Рељеф: Општина Свети Андраж в Словенских Горицах налази се у североисточном делу Словеније, у словеначком делу Штајерске. Подручје општине припада области средишњих Словенских Горица, брдском крају познатом по виноградарству и справљању вина.
Клима: У општини влада умерено континентална клима.
Воде: Најзначајнији водоток у општини је речица Песница, притока Драве. Сви остали водотоци су мали и притоке су ове речице.

## Становништво
Општина Свети Андраж в Словенских Горицах је средње густо насељена.

## Насеља општине
| - Витомарци - Гибина - Дрбетинци - Новинци - Рјавци - Славшина - Хвалетинци |

## Додатно погледати
- Витомарци